# Mark (vægtenhed)
 For alternative betydninger, se Mark. (Se også artikler, som begynder med Mark)
Mark er en gammel nordisk vægtenhed, der er lig et halvt pund.